# 1915 в анімації
Події 1915 року в анімації. 

## Випущені фільми
- 6 лютого — Colonel Heeza Liar, Ghost Breaker (США)
- 20 лютого:
  - Colonel Heeza Liar In The Haunted Castle (США)
  - The Police Dog No. 2 (США)
- 20 березня — Colonel Heeza Liar Runs The Blockade (США)
- 27 березня — The Police Dog No. 3 (США)
- 3 квітня — Colonel Heeza Liar And The Torpedo (США)
- 10 квітня — Colonel Heeza Liar And The Zeppelin (США)
- 1 травня — The Police Dog No. 4 (США)
- 8 травня — Colonel Heeza Liar Signs The Pledge (США)
- 13 травня — Colonel Heeza Liar In The Trenches (США)
- 16 травня — Colonel Heeza Liar at The Front (США)
- 22 травня — Colonel Heeza Liar, Aviator (США)
- 5 червня — Colonel Heeza Liar Invents A New King Of Shell (США)
- 12 червня — The Police Dog No. 5 (США)
- 10 липня — Colonel Heeza Liar, Dog Fancier (США)
- 24 липня — The Police Dog Gets Piffles In Bad  (США)
- 31 липня — Colonel Heeza Liar Foils The Enemy (США)
- 21 серпня — Colonel Heeza Liar, War Dog (США)
- 4 вересня — Colonel Heeza Liar at The Bat (США)
- 19 вересня — Pool Sharks (США)
- 25 вересня — The Police Dog to the Rescue (США)
- 12 жовтня — Down on the Phoney Farm (США)
- 28 грудня — Colonel Heeza Liar, Nature Faker (США)

## Народилися

### Січень
- 21 січня : Рей Ерленборн, американський актор (озвучка Кролика у фільмі "Вінні-Пух відкриває пори року ") та художник звукових ефектів ("Кролик-хрестоносець ") (пом. 2007).
- 29 січня : Білл Піт, американський дитячий ілюстратор, письменник і аніматор (Walt Disney Animation Studios), (пом. 2002).[1]

### Лютий
- 2 лютого : Дон Тобін, американський аніматор і художник коміксів (Walt Disney Animation Studios), (пом. 1995).[2]
- 19 лютого : Дік Емері, англійський комік і актор (озвучка Джеремі Гілларі Буба, мера Пепперленда та Макса Блакитного Мені у фільмі "Жовта субмарина ") (пом. 1983).[3]
- 28 лютого : Зеро Мостел, американський актор (озвучка Кехаара у фільмі "Вотершип вниз ") (пом. 1977).

### Березень
- 17 березня : Бен Вашем, американський аніматор (Warner Bros. Мультфільми, Джей Уорд), (пом. 1984).[4]

### Квітень
- 10 квітня : Гаррі Морган, американський актор і режисер (озвучка Каролінуса у фільмі «Політ драконів», Білла Геннона в епізоді Сімпсонів " Мати Сімпсон ") (пом. 2011).[5]
- 16 квітня : Джоан Александер, американська актриса (озвучка Лоїс Лейн у фільмі «Супермен») (пом. 2009).[6]
- 20 квітня : Аврора Міранда, бразильська співачка та актриса (співала і танцювала з Дональдом Даком і Хосе Каріокою в "Трьох Кабальєро ") (пом. 2005).

### Травень
- 1 травня : Арт Стівенс, американський аніматор і кінорежисер (Компанія Уолта Діснея), (пом. 2007).[7]
- 5 травня : Бен Райт, англійський актор (озвучка Роджера Редкліффа в «101 далматинець», Рама в «Книзі джунглів», Грімсбі в "Русалоньці ") (пом. 1989).[8]
- 6 травня : Орсон Уеллс, американський театральний режисер, кінорежисер і актор (оповідач і голос Нага і Чучундри в Ріккі-Тіккі-Таві, оповідач у Багз Банні: Суперзірка, голос Юнікрона в Трансформерах: Фільм), (d 1985).[9]
- 12 травня : Тоні Стробл, американський аніматор і художник коміксів (компанія Волта Діснея, сценарист «Качиних історій») (пом. 1991).[10]
- 22 травня :
  - Реймон Леблан, бельгійський видавець коміксів, кінопродюсер (засновник Belvision) і режисер (" Тінтін і озеро акул ") (пом. 2008).[11]
  - Торстен Б'ярре, шведський аніматор і художник коміксів (пом. 2001).[12]
- 26 травня : Сем Едвардс, американський актор (голос юного Бембі в «Бембі», голос головного героя в "Род Рокет ") (пом. 2004).[13]

### Червень
- 2 червня : Уолтер Тетлі, американський актор (озвучка кота Фелікса, Енді Панди, Шермана в сегментах Пібоді «Пригод Роккі», "Булвінкл і друзі ") (пом. 1975).
- 4 червня : Джон Н. Кері, американський аніматор і художник коміксів (Warner Bros. Мультфільми), (пом. 1987).[14]
- 19 червня : Пет Баттрам, американський актор (озвучка Наполеона в «Аристокотах», шерифа Ноттінгема в «Робін Гуді», Люка в "Рятувальниках ", вождя в "Лисиці та собакі ", Кактуса Джейка в "Гарфілді та друзях ") (пом. 1994). .

### Серпень
- 16 серпня : Глорія Блонделл, американська акторка (другий голос Дейзі Дак), (пом. 1986).[15]
- 22 серпня : Те Вей, китайський художник коміксів і аніматор («Гордий генерал») (пом. 2010).[16]

### Вересень
- 11 вересня : Карл Фолберг, американський письменник і мультиплікатор (Walt Disney Animation Studios, Hanna-Barbera, Warner Bros Cartoons), (пом. 1996).

### Жовтень
- 24 жовтня : Боб Кейн, американський автор коміксів, аніматор і художник (співавтор фільмів «Бетмен», "Кул МакКул " і "Сміливий кіт і мишка ") (пом. 1998).
- 28 жовтня : Доді Гудман, американська актриса (озвучка міс Міллер у фільмі "Елвін і бурундуки ") (пом. 2008).

### Листопад
- 11 листопада : Мілісент Патрік, американська актриса, візажист, дизайнер спецефектів і аніматор («Фантазія», "Дамбо ") (пом. 1998).
- 14 листопада : Марта Тілтон, американська співачка (озвучка Кларіс у Chip 'n' Dale, мультфільмі Two Chips and a Miss), (пом. 2006).
- 20 листопада : Кон Ічікава, японський кінорежисер і аніматор (JO Studio), (пом. 2008).[17]
- 23 листопада : Джон Денер, американський аніматор (студія Уолта Діснея) і актор (пом. 1992).

### Грудень
- 2 грудня : Майк Аренс, американський аніматор і художник коміксів (компанія Волта Діснея, Ханна-Барбера), (пом. 1976).
- 12 грудня : Френк Сінатра, американський співак і актор (озвучка Singing Sword у Who Framed Roger Rabbit), (пом. 1998).[18]
- 22 грудня : Барбара Біллінгслі, американська акторка (озвучка Няні у фільмі "Немовлята Мапетів ") (пом. 2010).

### Конкретна дата невідома
- Джим Девіс, американський аніматор і мультиплікатор (компанія Walt Disney, Fleischer Studios, Warner Bros. Мультфільми, ДеПаті-Фреленг, працював над "Котом Фріцем ") (пом. 1996).[19]
- Вуді Гелман, американський аніматор, художник коміксів, романіст і видавець (працював у Fleischer Studios і Famous Studios), (пом. 1978).